# Fuchsia
Fuchsia of bellenplant is een geslacht met 107 soorten in de teunisbloemfamilie (Onagraceae). De meeste soorten zijn struiken.

## Beschrijving
De meeste soorten van het geslacht Fuchsia komen van nature voor in Zuid-Amerika, maar enkele soorten worden noordelijker gevonden in Midden-Amerika tot Mexico. Ook in Nieuw-Zeeland en op Tahiti komen enkele soorten van nature voor. Fuchsia magellanica komt zuidwaarts in het gematigde klimaat tot de punt van Vuurland voor, maar de meeste soorten zijn tropisch of subtropisch.
De meeste Fuchsia's zijn struikjes van 20 – 40 cm groot. De Nieuw-Zeelandse soort F. excorticata (Maori: 'kotukutuku') vormt een uitzondering. Het is een boom die 12 – 15 m hoog kan worden. Een andere soort uit Nieuw-Zeeland Fuchsia procumbens is een bodembedekker van amper enkele cm hoog.
De 1 – 25 cm lange bladeren van de fuchsia zijn tegenoverstaand of staan in kransen van drie tot vijf bladeren. De langwerpige bladeren zijn meestal getand, hoewel enkele soorten gaafrandige bladeren bezitten. Sommige soorten zijn bladverliezend en andere zijn groenblijvend.
De bloemen hebben een zeer decoratieve klokvorm. Veel soorten bloeien langdurig gedurende zomer en herfst. Tropische soorten bloeien het hele jaar door. De bloemen bestaan uit vier lange, slanke kroonbladeren en vier kortere en bredere kelkbladeren. Bij veel soorten zijn de kroonbladeren helderrood en de kelkbladeren paars (kleuren die de kolibries aantrekken die in Zuid-Amerika de bestuiving verzorgen). De kleuren variëren over een breed spectrum van wit tot donkerrood, paars-blauw, geel en oranje.
De vrucht is een 0,5 - 2,5 cm grote, donkerrode, eetbare bes die kleine zaden bevat.
De botanische naam Fuchsia is ontleend aan de Duitse botanicus Leonhart Fuchs (1501-1566).

## Soorten
De botanicus Paul E. Berry van de Universiteit van Michigan erkent 107 soorten, georganiseerd in 12 secties.

De plantenlijst, een werklijst van alle bekende plantensoorten in samenwerking tussen de Royal Botanic Gardens, Kew en de Missouri Botanical Garden, geeft een lijst van de meest gangbare Fuchsiasoorten en synoniemen.

### Ellobium
Komt voor van Mexico tot Costa Rica. Met overstaande bladeren. Groene kroonbladen.
- F. decidua
- F. fulgens
- F. splendens

### Encliandra
Van Mexico tot Panama. De bloemen zijn okselstandig, tweehuizig en met bloembuizen van 20 tot 130 mm lang. De korte meeldraden zijn in de buis teruggetrokken. De bessen bevatten weinig zaden.

- F. cyclindracea
- F. encliandra
- F. microphylla
- F. obconica
- F. ravenii
- F. thymifolia
- F. × bacillaris (is een natuurlijke hybride tussen F. microphylla ssp. microphylla en F. thymifolia ssp. thymifolia)

### Fuchsia
Noord-Argentinië tot Colombia, Venezuela en Hispaniola. De sectie Fuchsia vormt de grootste groep in het geslacht. Bladeren groeien rechtstreeks uit de tak, zijn overstaand tot gedraaid en van verschillende vorm. De meeldraden staan rechtop en kunnen al dan niet reiken tot uit de kroon. De vrucht heeft veel zaden.
- F. abrupta
- F. ampliata
- F. andrei
- F. aquaviridis
- F. austromontana
- F. ayavacensis
- F. boliviana
- F. campii
- F. canescens
- F. caucana
- F. ceracea
- F. cinerea
- F. cochabambana
- F. confertifolia
- F. coriacifolia
- F. corollata
- F. corymbiflora
- F. crassistipula
- F. cuatrecasaii
- F. decussata
- F. denticulata
- F. dependens
- F. ferreyrae
- F. fontinalis
- F. furfuracea
- F. gehrigeri
- F. glaberrima
- F. harlingii
- F. hartwegii
- F. hirtella
- F. hypoleuca
- F. lehmannii
- F. llewelynii
- F. loxensis
- F. macrophylla
- F. macropetala
- F. macrostigma
- F. magdalenae
- F. mathewsii
- F. nigricans
- F. orientalis
- F. ovalis
- F. pallescens
- F. petiolaris
- F. pilosa
- F. polyantha
- F. pringsheimii
- F. putumayensis
- F. rivularis
- F. sanctae-rosae
- F. sanmartina
- F. scabriuscula
- F. scherffiana
- F. sessifolia
- F. simplicicaulis
- F. steyermarkii
- F. summa
- F. sylvatica
- F. tincta
- F. triphylla
- F. vargasiana
- F. venusta
- F. vulcanica
- F. wurdackii

### Hemsleyella
Van Venezuela tot Bolivia. De soorten worden gekenmerkt door een honingklier die versmolten is met de basis van de bloembuis en de bloemblaadjes die geheel of gedeeltelijk ontbreken. Hermafrodiet en bloeit vaak zonder loof. Hebben vaak knollen of verdikte stengels en wortels voor de opslag van voedsel.
- F. apetala
- F. cestroides
- F. chloroloba
- F. garleppiana
- F. huanucoensis
- F. inflata
- F. insignis
- F. juntasensis
- F. membranaceae
- F. mezae
- F. nana
- F. pilaloensis
- F. salicifolia
- F. tilletiana
- F. tunariensis

### Jimenezia
Panama en Costa Rica. Bloemen in eindstandige trossen. Tweeslachtig. Groeit in vochtige regenwouden.
F. jimenezii

### Kierschlegeria
Aan de kust van centraal Chili. Deze sectie bestaat uit een enkele soort met bloempjes aan hangende okselstandige steeltjes. De kelkblaadjes zijn teruggeslagen. De bladeren zijn dun. De bladstengelbasis blijft als een doornig uitsteeksel aan de twijg zitten.
F. lycioides

### Pachyrrhiza
Komt voor in Peru. Vormt ondergrondse knollen.
F. pachyrrhiza

### Procumbentes
Endemisch in Nieuw-Zeeland. Over de bodem kruipend met ronde blaadjes, felgekleurde bloemen en vrij grote bessen.
F. procumbens

### Quelusia
Komt voor in Zuid-Argentinië, Chili en Zuid-Oost-Brazilië. Bij de negen soorten in deze sectie is de honingklier versmolten met de basis van de buis. Deze is cilindrisch en over het algemeen niet langer dan de kelkbladen. De meeldraden zijn lang en reiken verder dan de kroon.
- F. alpestris
- F. bracelinae
- F. brevilobis
- F. campos-portoi
- F. coccinea
- F. glazioviana
- F. hatschbachii
- F. magellanica
- F. regia

### Schufia
Van Mexico tot Panama. Deze twee soorten zijn kleine bomen en dragen de bloemen in een rechtopstaande tuilachtige pluim.
- F. arborescens
- F. paniculata

### Skinnera
Bij de drie bestaande soorten die voorkomen in Nieuw-Zeeland en Tahiti, zijn de bloembuisjes 5 tot 15 mm lang. Ze zijn tweehuizig. De bloembladen zijn klein of bijna afwezig. Een fossiele soort uit het vroege Mioceen in Nieuw-Zeeland, F. antiqua, werd in oktober 2013 beschreven.
- F. cyrtandroides
- F. excorticata
- F. perscandens
- F. × colensoi (een natuurlijke hybride)

### Verrucosa
Komt voor in Venezuela en Colombia. Halfheester. Grote bladeren zijn elliptisch en tegenoverstaand. Vruchtbeginsel en de korte bloembuis zijn vierhoekig.
F. verrucosa

## Teelt
Fuchsia's zijn populaire tuinplanten, hoewel alleen sommige als F. magellanica, de witte vorm F. magellanica Alba en een aantal cultivars die hieruit gekweekt zijn in de Benelux redelijk winterhard zijn. F. magellanica is eeuwen geleden geïntroduceerd in diverse landen en komt in Ierland en het zuidwesten van Groot-Brittannië ook in verwilderde vorm voor. Veel andere soorten worden als kasplant of kamerplant gehouden. De meeste aangeboden planten zijn onvruchtbare hybriden, die soms geen zaad voortbrengen.
De overgrote meerderheid van de tuinhybriden stamt af van enkele moedersoorten: F. magellanica, F. coccinea, F. fulgens, F. splendens en F. boliviana.

Volgens de Fuchsia Directory zouden er al 16 922 variëteiten bestaan, maar jaarlijks worden er nog nieuwe geïntroduceerd.
Botanische fuchsia's verdragen geen snoei in het najaar. De hybriden daarentegen worden juist best gesnoeid (en verpot) in het najaar alvorens in winterrust te gaan.

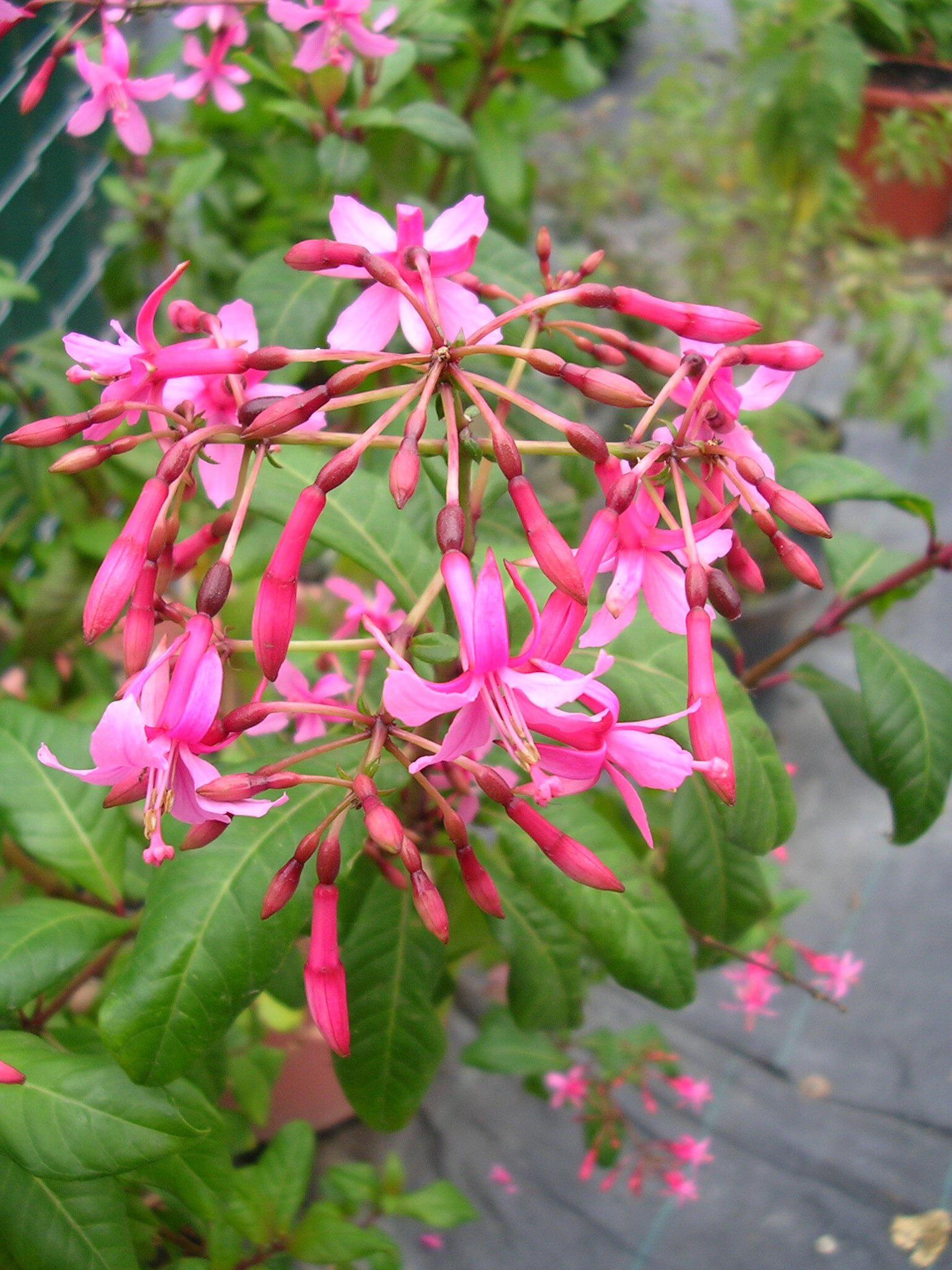
Fuchsia arborescens
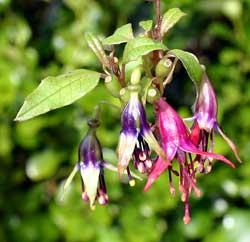
Fuchsia excorticata
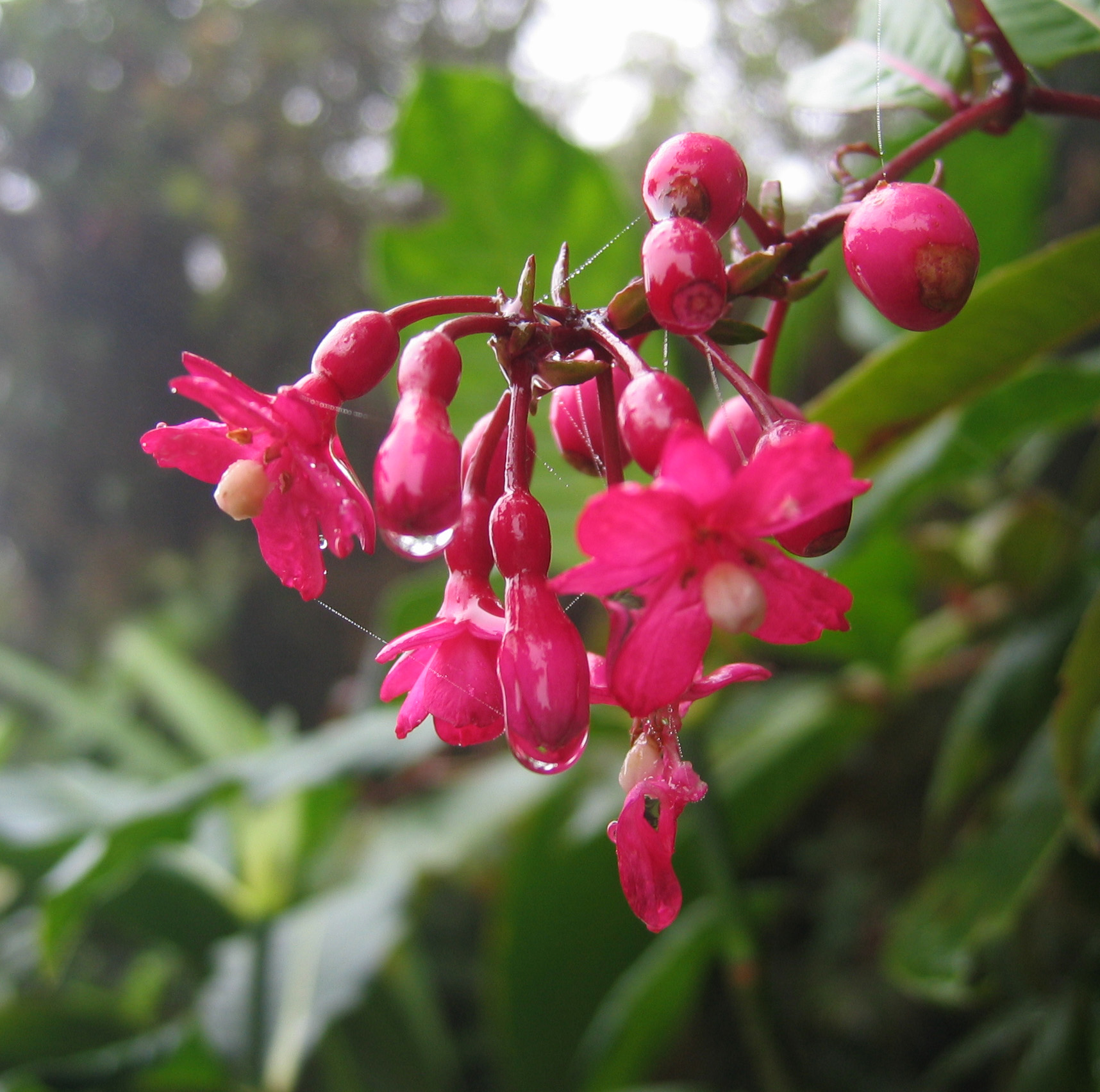
Fuchsia jimenezii
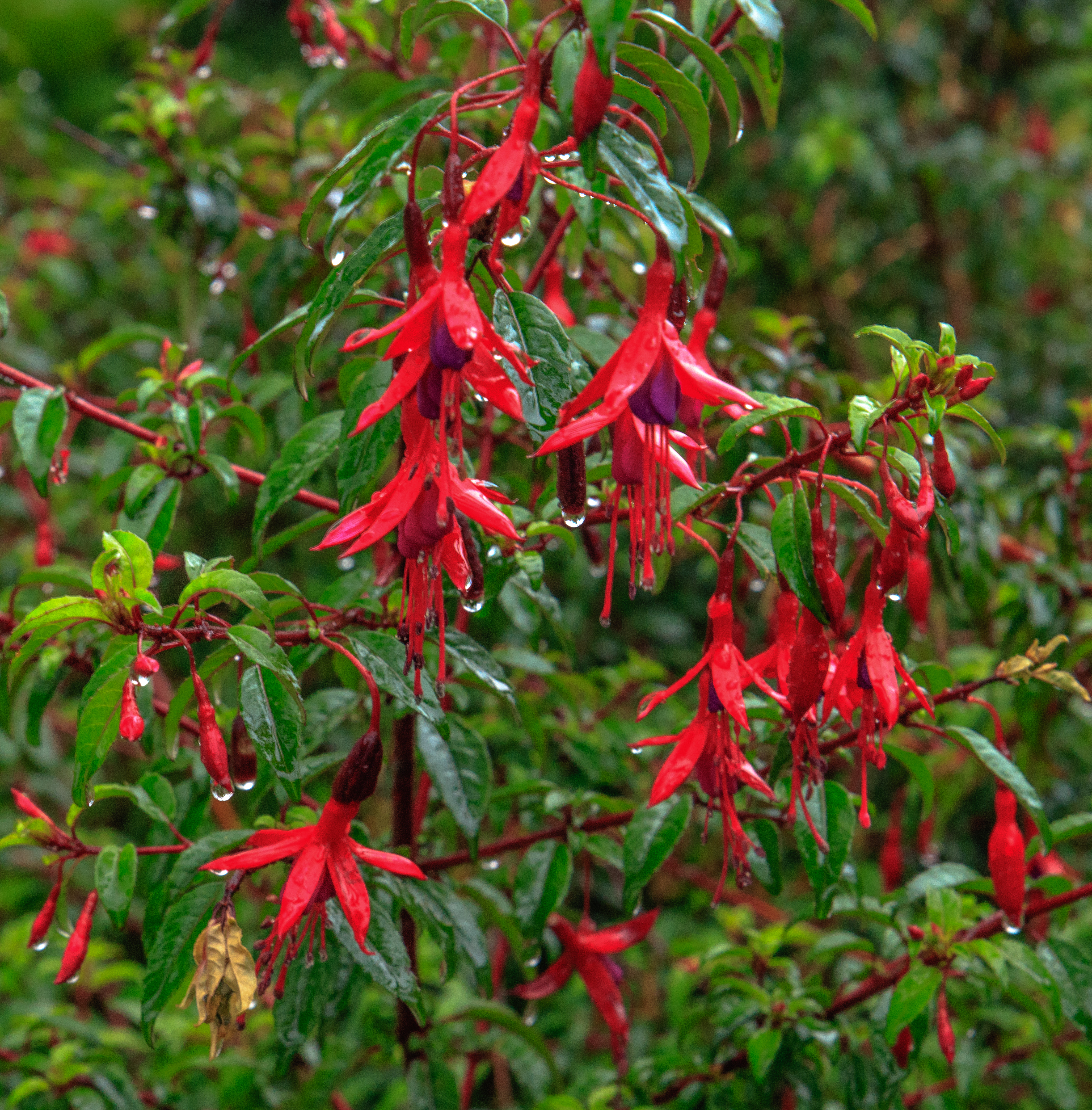
Fuchsia magellanica
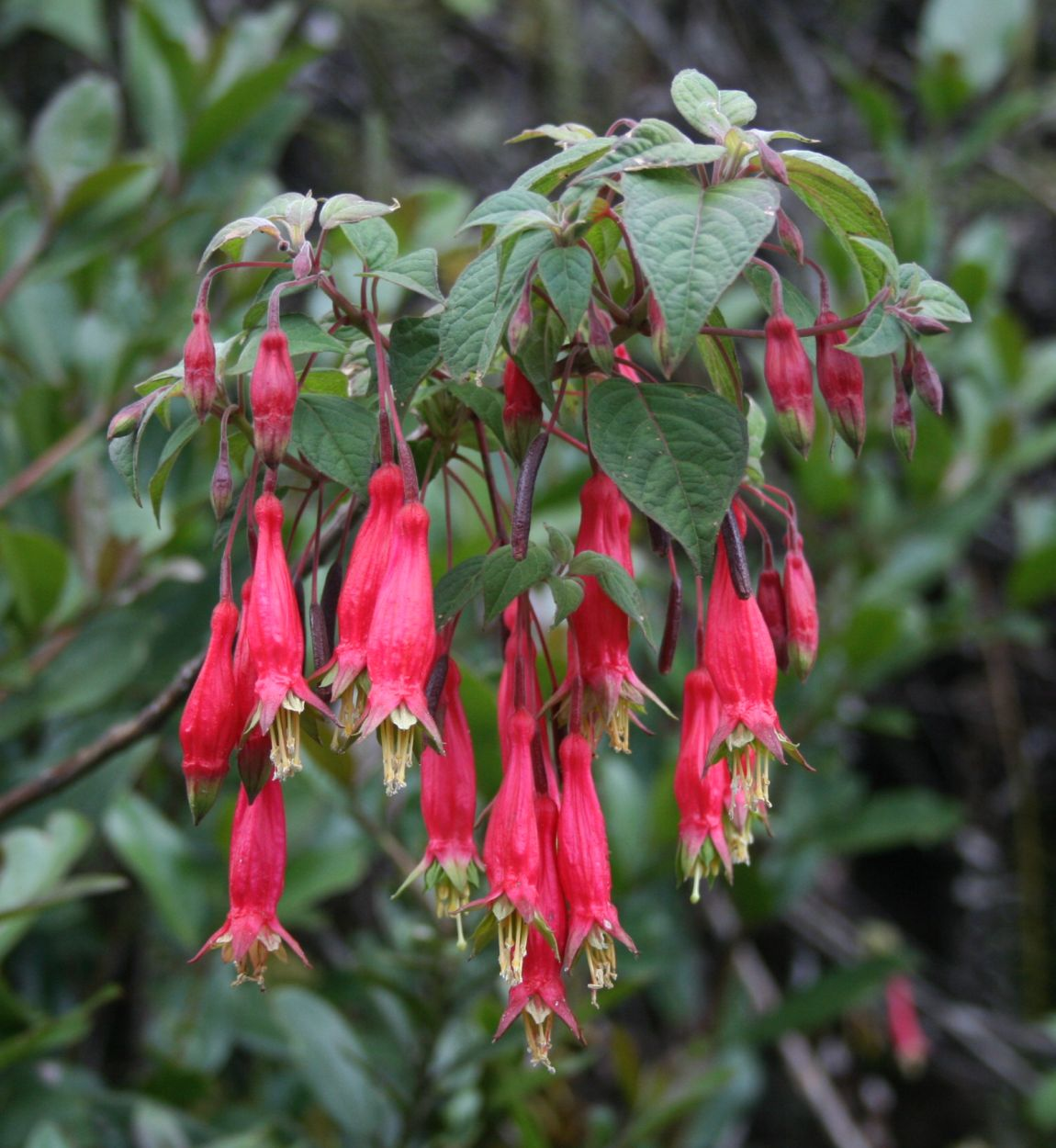
Fuchsia splendens
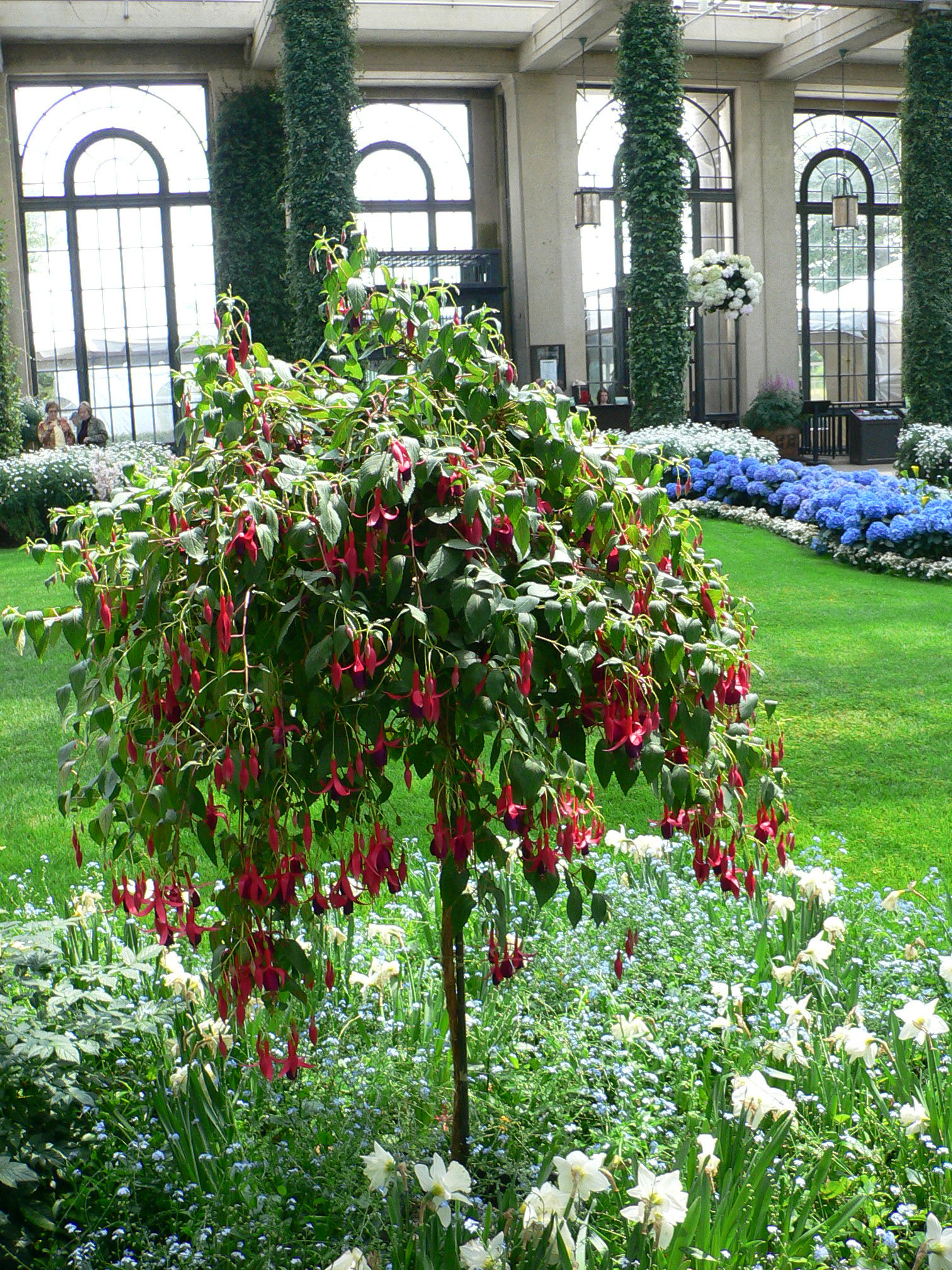
Fuchsiahybride, boomsnoei
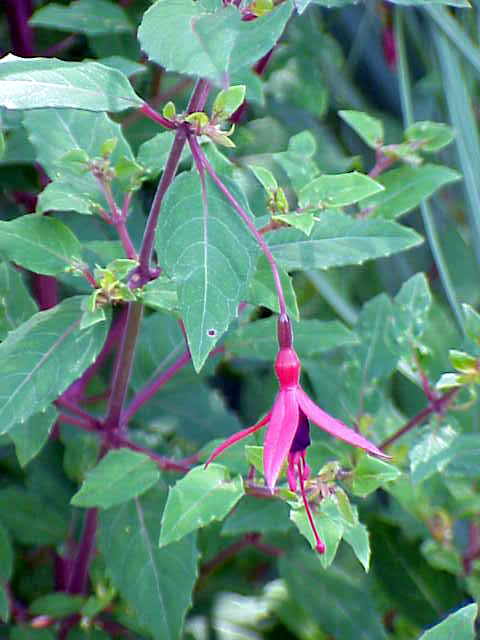
Struik met een bloem

## Trivia
- De naam fuchsia wordt gebruikt voor de felroze (magenta) kleur van de kroonbladeren van deze plant.
- Deze plantensoort wordt in de regio rond Antwerpen ook wel bellekes genoemd.
- Het lied Wil u een stekkie van Annie M.G. Schmidt (tekst) en Harry Bannink (muziek) uit de serie Ja Zuster, Nee Zuster gaat over een stek van Fuchsia-soorten. Naar Hetty Blok, die in de serie samen met Leen Jongewaard dit lied zong, werd in 1990 een fuchsia van de Nederlandse kweker Weeda genoemd.
- Rie Cramer schreef twee liedjes/versjes over fuchsia's die op meisjes met rokjes lijken, en 's nachts gaan dansen: Fuchsia en Het fuchsiabal. Cicely Mary Barker tekende de fuchsia ook als danseres.
- De Nederlandse cabaretier Herman Finkers heeft ook een lied over de fuchsia gemaakt: De Herman-Finkers-Fuchsia.

... · 
F. arborescens · 
F. ×bacillaris · 
F. boliviana · 
F. excorticata · 
F. jimenezii · 
F. lycioides · 
F. magellanica · 
F. nigricans · 
F. pachyrrhiza · 
F. procumbens · 
F. simplicicaulis · 
F. splendens · 
F. tilletiana · 
...